# Łęknica
Łęknica è una città polacca del distretto di Żary nel voivodato di Lubusz.
Ricopre una superficie di 16,4 km² e nel 2007 contava 2 612 abitanti.

## Geografia fisica
Sorge sul fiume Neisse, che forma il confine tra la Polonia e la Germania. La città è situata sulla riva opposta del fiume rispetto alla sassone Bad Muskau. La popolazione nel 2004 ammontava a 2 648 persone.

## Storia
La città venne divisa, alla fine della seconda guerra mondiale dalla sua controparte occidentale (Bad Muskau), secondo gli accordi della Conferenza di Potsdam.

## Amministrazione

### Gemellaggi
- Bad Muskau - Germania